# Pierre Huguet (homme politique)
Pour les articles homonymes, voir Pierre Huguet.
Pierre Huguet est un homme politique français né et mort à une date inconnue

## Biographie
Propriétaire, administrateur du département du Cher sous la Révolution, il est député du Cher de 1791 à 1792 dans l'Assemblée législative, siégeant dans la majorité.

## Sources
- « Pierre Huguet (homme politique) », dans Adolphe Robert et Gaston Cougny, Dictionnaire des parlementaires français, Edgar Bourloton, 1889-1891 [détail de l’édition]